# Santa Rosa de Yacuma
Santa Rosa de Yacuma ou Santa Rosa del Yacuma (abrégé : Santa Rosa) est une petite ville des pampas de l'Amazonie bolivienne, située précisément dans la province de José Ballivián du département du Beni.

## Localisation
Santa Rosa de Yacuma est située sur la rive gauche du fleuve Yacuma, à 230 km au nord-ouest de Trinidad, la capitale du département. Les villes les plus proches sont Reyes, à deux heures de route sur une mauvaise route allant vers le sud-ouest, et Rurrenabaque, à 100 km au sud-ouest.
Il y a un lac d'eau douce de 7 km de long et 4 km de large à l'ouest de Santa Rosa. Et à 20 km au nord-ouest de la ville, il y a un lac de 155 km2, le lac de Rogagua, ainsi que les pampa du fleuve Yacuma, qui sont destinations touristiques populaires de la région.

## Population
Au recensement de 2001, Santa Rosa avait une population de 4 319 habitants, et une population estimée à 4 831 habitants en 2008.